# Gaia (ruimtetelescoop)

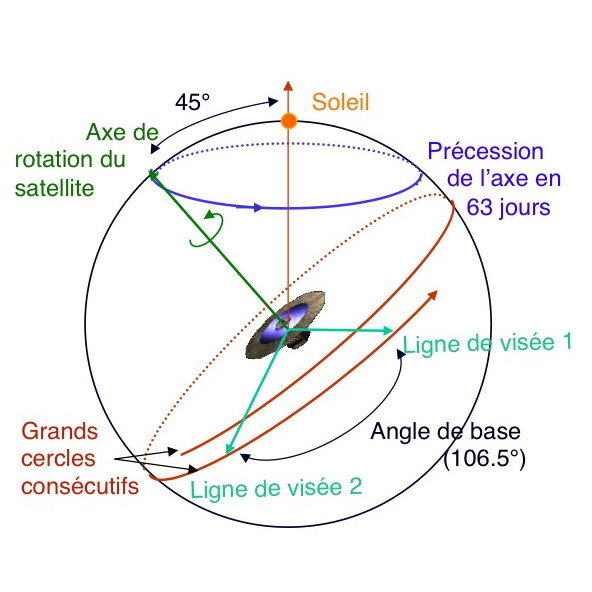
Positie van Gaia ten opzichte van de Zon en de methode waarmee metingen verricht worden.

Gaia, de afkorting van Global Astrometric Interferometer for Astrophysics, is een ruimtetelescoop van ESA, die op 19 december 2013 werd gelanceerd. Het doel van deze sonde is de meest nauwkeurige driedimensionale dynamische kaart ooit van heel de Melkweg te maken. Gaia moet de posities, afstanden en snelheden van meer dan een miljard sterren bepalen met een nauwkeurigheid van zo'n 10 miljoenste boogseconde. Hiervoor bezit Gaia de grootste digitale camera ooit gebouwd, met een resolutie van 1 gigapixel. De posities van de sterren zijn veelvuldig genomen worden tijdens Gaia's meerjarige missie. Hierdoor kan tevens worden bepaald hoe het melkwegstelsel ontwikkeld is en hoe het er vroeger uit heeft gezien. Gaia zal naar verwachting tevens tienduizenden planeten ontdekken, 500.000 quasars en vele duizenden nieuwe planetoïden in het zonnestelsel. Ze zal bepaalde theorieën van Einstein testen. Gaia is de opvolger van de Europese Hipparcos-missie. Op 15 januari 2025 heeft Gaia zijn laatste waarnemingen gedaan omdat de brandstof op is.

## Lancering en omloopbaan

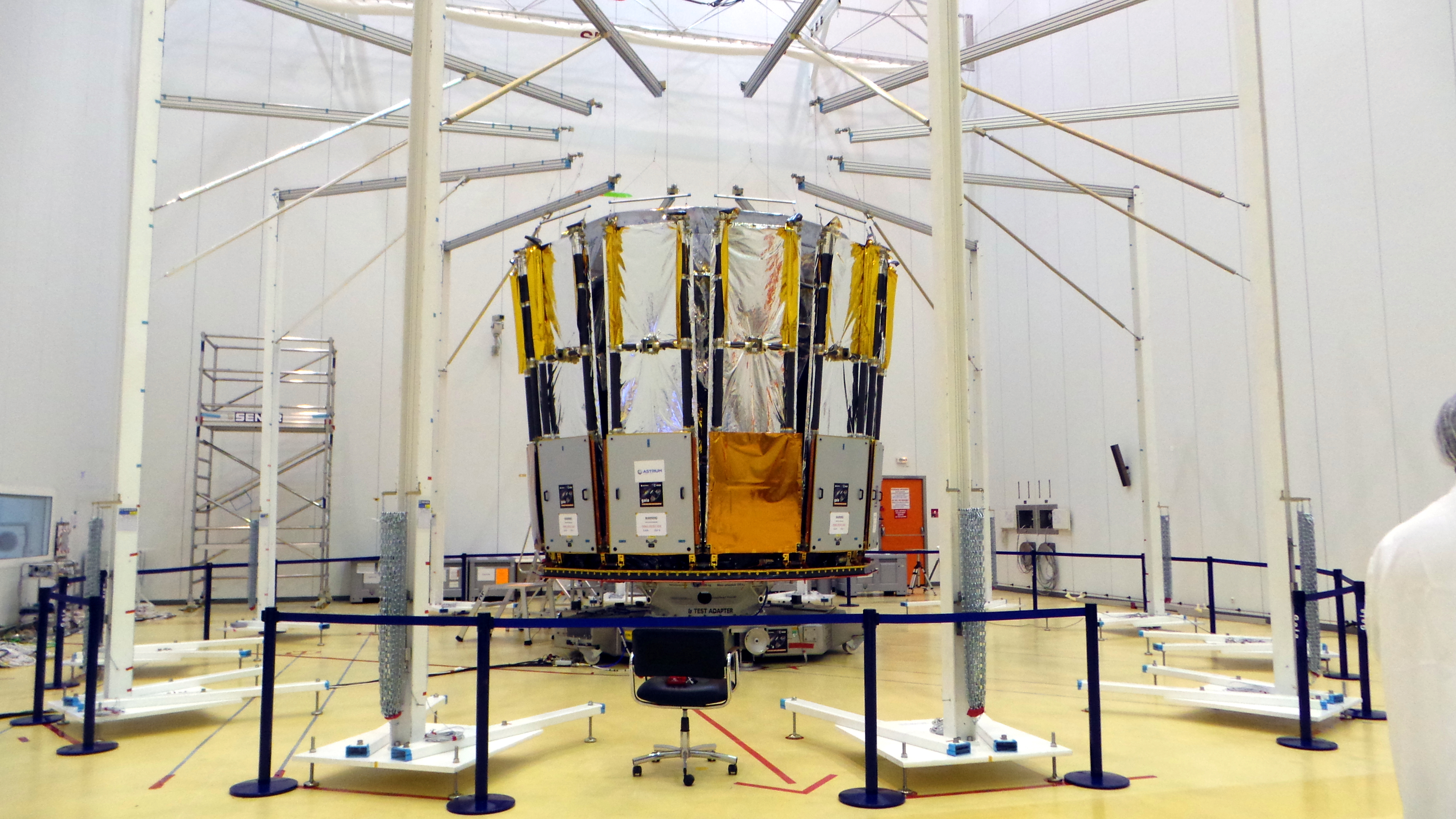
Gaia op 14 oktober 2013

Gaia werd gelanceerd met een Sojoezraket. Ze heeft haar waarnemingen verricht op een afstand van zo'n 1,5 miljoen kilometer vanaf de Aarde, in een baan (ongeveer als een lissajousfiguur) rond het zogenaamde Lagrangepunt L2.
In de buurt van het L2 punt werken er netto bijna geen gravitatiekrachten op de satelliet.
Bovendien liggen de belangrijkste lichtbronnen die in de buurt van de Aarde aanwezig zijn (de Zon, de Aarde zelf en de maan) allemaal aan dezelfde kant van de satelliet. Daardoor is het makkelijker om de camera af te schermen van deze storende lichtstraling. Het L2 punt ligt echter in de schaduwkegel van de Aarde, waardoor een satelliet in dit punt geen gebruik zou kunnen maken van zonne-energie. Daarom wordt Gaia niet in het L2 punt, maar in een baan eromheen gebracht, buiten de schaduwkegel van de Aarde, waar wel zonne-energie kan worden opgevangen maar toch de voordelen van stabiliteit en onafgebroken waarnemingsmogelijkheden gelden.
Op 8 januari 2014 bereikte Gaia haar baan rondom het L2-punt.

## Waarnemingen
Gaia's geplande levensduur is vijf jaar. In die tijd zal Gaia onafgebroken de plaats, helderheid en kleur registreren van elk zichtbaar object dat binnen haar gezichtsveld valt. Door deze waarnemingen telkens te herhalen gedurende de duur van de missie kunnen astronomen de afstand, snelheid en bewegingsrichting van elk van deze objecten berekenen.
TNO ontwikkelde voor deze missie een optomechanisch metrologie systeem (Basic Angle Monitoring Opto-Mechanical Assembly - BAM OMA) op basis van siliciumcarbide. De astrometrische metingen zullen daarmee nauwkeurig zijn op 24 microarcsec (bij 15 magnitude), vergelijkbaar met het meten van de diameter van een menselijke haar op een afstand van 1000 kilometer.
Gaia zal ongeveer 1% van alle sterren in de Melkweg bekijken: dit zijn meer dan 1 miljard sterren. Tevens zal Gaia ook meer dan 100.000 objecten binnen het zonnestelsel (voornamelijk planetoïden) bekijken.
Verder wordt verwacht dat Gaia ongeveer 50.000 nieuwe planeten buiten het zonnestelsel (zogenaamde exoplaneten) en meer dan 50.000 bruine dwergen zal ontdekken, daarnaast zal Gaia talloze sterrenstelsels en ongeveer 100.000 supernovae waarnemen.

## Resultaten

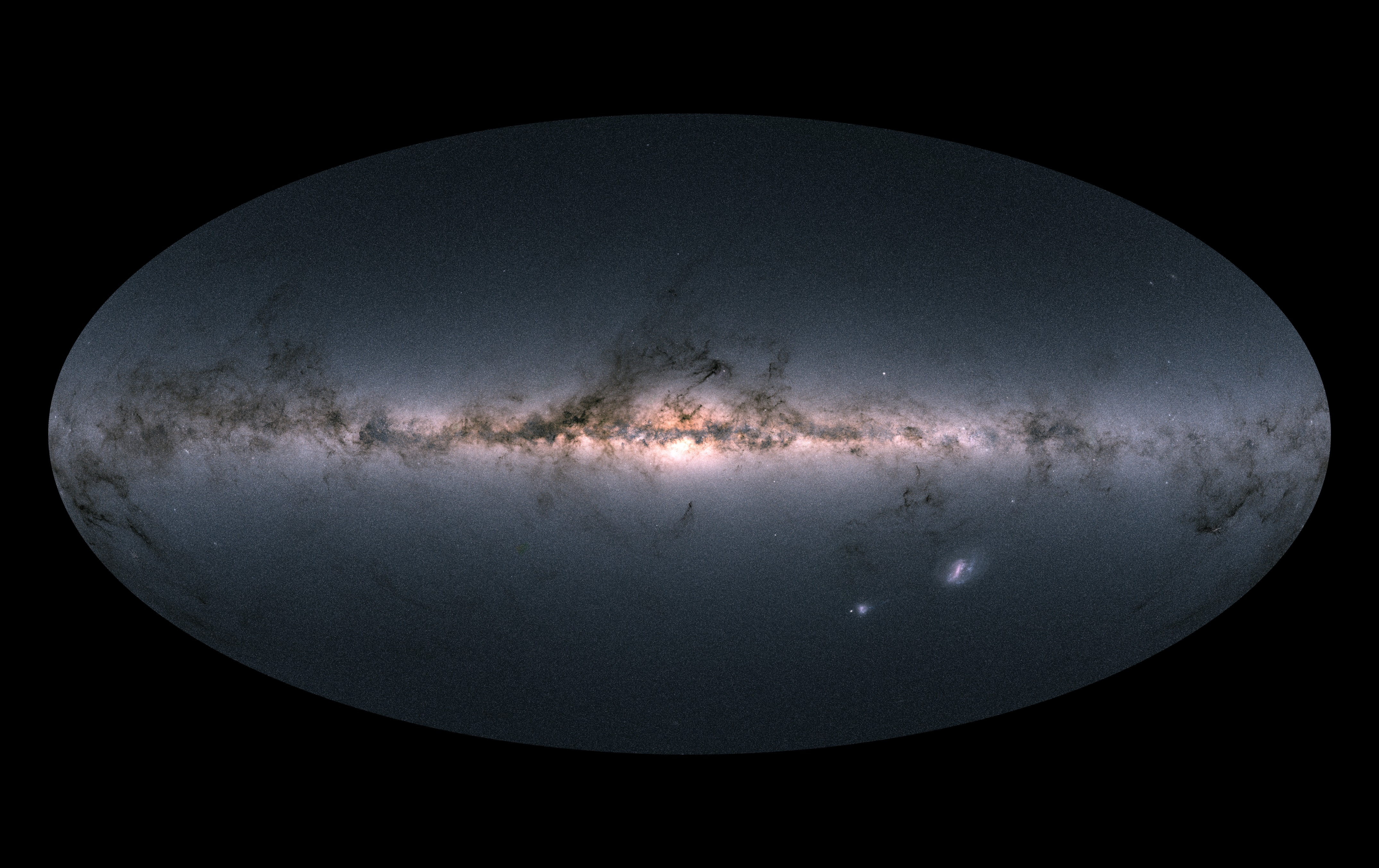
Posities en kleuren van door Gaia gemeten sterren

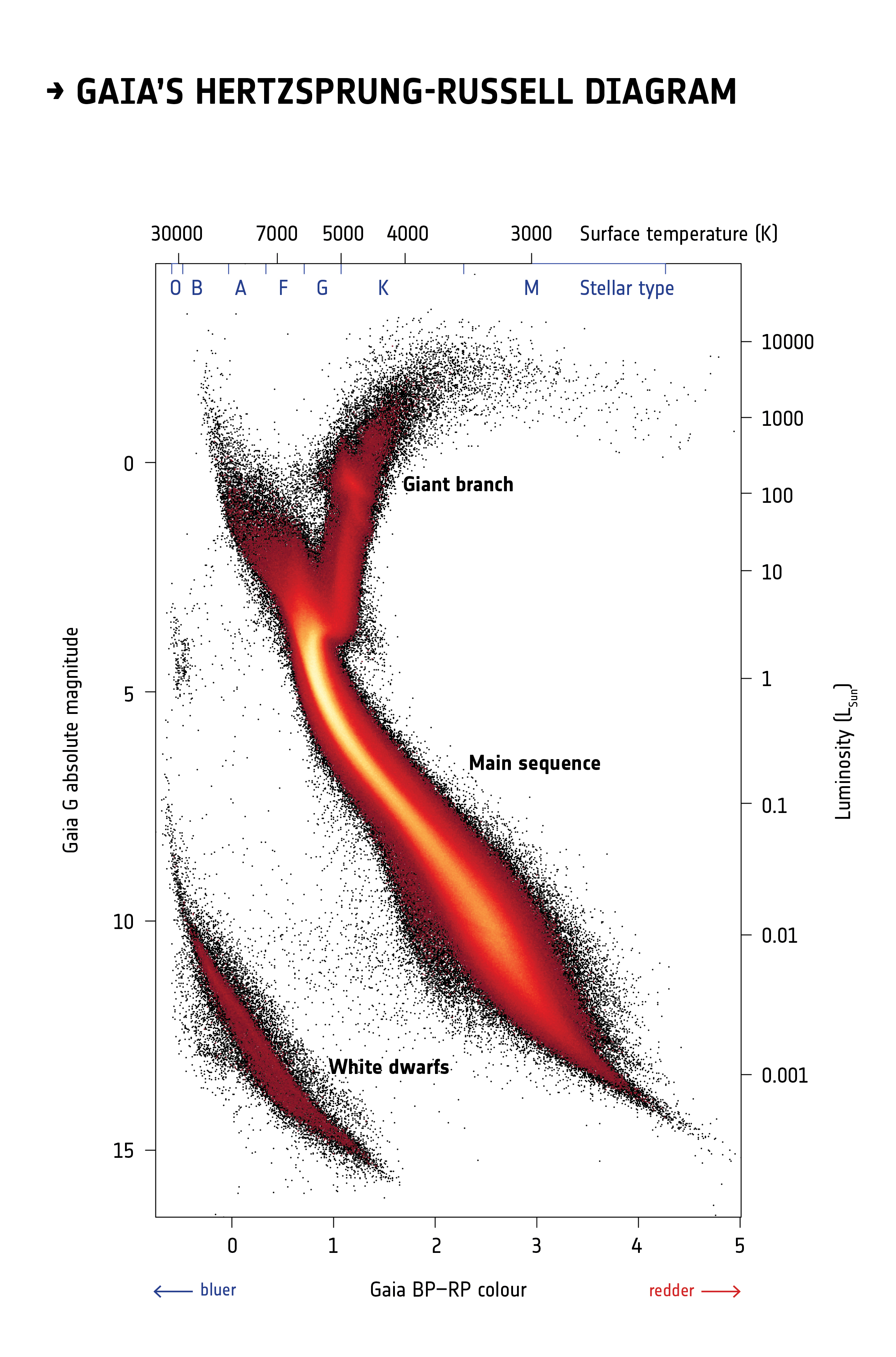
Hertzsprung-Russelldiagram van sterren gemeten door Gaia

Er zijn tot nu toe twee verzamelingen van meetresultaten gepubliceerd:
Data Release 1 op 14 september 2016 met de positie van 1,1 miljard sterren en de parallax en eigenbeweging van 2 miljoen sterren.
Data Release 2 op 25 april 2018 met de positie van 1,7 miljard sterren en de parallax, eigenbeweging en kleuren van 1,3 miljard sterren. Verder bevat het de radiële snelheid van 7 miljoen sterren, de effectieve temperatuur van 161 miljoen sterren, de extinctie van 87 miljoen sterren, en de straal en lichtkracht van 76 miljoen sterren. Ook werd de lichtkromme van 0,5 miljoen veranderlijke sterren gepubliceerd, en de posities van 14.099 objecten (vooral planetoïden) in het zonnestelsel. En ten slotte bevat de catalogus de positie en magnitude van 0,5 miljoen quasars.
Data Release 3 werd gepubliceerd in twee delen. Het eerste deel op 3 december 2020 met verbeterde posities, eigenbewegingen en parallaxen.